# Thore Jederby
Thore Jederby (* 15. Oktober 1913 in Stockholm; † 10. Januar 1984 ebendort) war ein schwedischer Jazzmusiker (Kontrabass), der auch als Bandleader tätig war. Der Fachzeitschrift Orkesterjournalen zufolge war er einer der ersten in Schweden, der Jazz als eine Musikform mit großen künstlerischen Qualitäten betrachtete. Als Aktivist setzte er sich für den Jazz in Schweden ein.

## Leben und Wirken
Jederbys Eltern waren musikalisch; er erhielt auf der Grundschule Geigenunterricht und spielte zudem einige Jahre Kornett im Blasorchester der Schule. Im Sommer 1929 hatte er seinen ersten Auftritt als Geiger. 1931 wechselte er zum Kontrabass und erhielt Unterricht bei Henry „Bas-Ludde“ Lundin. Im selben Jahr wurde er als Student an der Königlich Schwedischen Musikakademie aufgenommen, wo er einige Jahre bei Knut Gullbrandsson studierte.
Jederby erhielt im Herbst 1931 seinen ersten Job als Berufsmusiker bei Frank Vernon und spielte danach eine Zeitlang bei Macce Berg. Im Sommer 1932 tourte er mit dem wiederbelebten Paramount Orchestra und dem Sänger Sven-Olof Sandberg. Im Herbst 1933 spielte Jederby in Håkan von Eichwalds Bigband. Von 1934 bis 1938 gehörte er zur Band von Arne Hülphers und anschließend von 1938 bis zum Ende des Zweiten Weltkriegs zum Ensemble von Thore Ehrling. Seit 1936 leitete er auch seine eigene Band, die Swing Swingers, mit der Studioaufnahmen für die Plattenfirma Sonora entstanden; zwischen 1940 und 1948 war er mit mehreren Combos unter eigenem Namen für Aufnahmesessions der Labels Columbia und Scala engagiert (wiederveröffentlicht als Jazz Groups 1940–48 bei Dragon).
Jederby, der 1947 New York besuchte, orientierte sich dann musikalisch um und spielte mit seiner Band, zu der Musiker wie Bjarne Nerem, Trompeter Rowland Greenberg, Ulf Linde oder Bengt Hallberg gehörten, den neuen Bebop. Als Charlie Parker im Herbst 1950 durch Schweden tourte, war Jederby sein Bassist und Tourneeleiter (Complete Bird in Sweden).  Er erstellte auch eine Kontrabassschule, deren Erstausgabe 1943 erschien. Jederby leitete bis in die sechziger Jahre eigene Gruppen, teilweise als Restaurantmusiker.
In den 1970er Jahren engagierte sich Jederby für die Erfassung der Geschichte des schwedischen Jazz: Er beteiligte sich an Wiederveröffentlichungen früher schwedischer Aufnahmen, produzierte Radiosendungen über die Entwicklung des Jazz im Land und engagierte sich ab 1977 als Mitglied einer nationalen Kommission zur Geschichte des Jazz in Schweden.